# هارداوی (آلاباما)
هارداوی (به انگلیسی: Hardaway) یک منطقهٔ مسکونی در ایالات متحده آمریکا است که در شهرستان مکون، آلاباما واقع شده‌است. هارداوی ۷۷٫۱۲ متر بالاتر از سطح دریا واقع شده‌است.